# Vol Balkan Bulgarian Airlines 013
Le vol Balkan Bulgarian Airlines 013 est un vol intérieur de passagers qui est détourné, le 7 mars 1983, par quatre assaillants qui voulaient demander l'asile à l'ouest. L'Antonov An-24 de la Balkan Bulgarian Airlines assurait la liaison entre Sofia et Varna en Bulgarie.

## Avion
L'aéronef impliqué est un Antonov An-24B de la Balkan Bulgarian Airlines, immatriculé LZ-AND et avec comme numéro de série du fabricant 77303301. Cet avion a volé pour la première fois en 1968.

## Détournement
Peu de temps après le décollage, quatre hommes (Lachezar Ivanov, Valentin Ivanov, Krasen Gechev et Ivaylo Vladimirov), tous âgés de 17 à 22 ans et armés de couteaux, prennent en otage l'ensemble de l'équipage et des passagers. Ils prétendent aux passagers qu'ils sont des criminels récidivistes récemment évadés et menace de dépressuriser l'avion si une tentative est faite pour les désarmer ou empêcher la prise de contrôle de l'appareil. 
Les pirates de l'air menace ensuite l'hôtesse de l'air et exigent que le vol soit détourné vers Vienne, en Autriche. Un des passagers est envoyé dans le cockpit pour communiquer ses exigences au pilote, qui les a à son tour relayées aux autorités locales ; elles ordonnent aux pilotes de simuler la coopération, tout en maintenant un cap vers Varna, la destination initiale.
Pendant ce temps, les autorités coupent toute alimentation électrique à Varna, afin d'empêcher les pirates de l'air de reconnaître la côte de la mer Noire. Après avoir atterri à l'aéroport de Varna, un policier bulgare et un employé de l'aéroport, qui parlent couramment l'allemand, sont déguisés en employés d'un aéroport autrichien et tentent de convaincre les pirates de l'air qu'ils sont à Vienne afin de les attirer hors de l'avion.
Les pirates de l'air demandent alors la présence d'un traducteur pour négocier leur reddition, jusqu'à ce que l'un d'eux remarque que le policier déguisé porte une veste en cuir de fabrication bulgare, ce qui les a fait paniquer et menacer de commencer à exécuter des otages.
À ce moment-là, l'équipage parvient à faire monter quatre commandos à bord de l'avion par une trappe dans la soute à bagages, ces derniers prenant d'assaut l'avion, puis désarment et arrêtent trois des pirates de l'air. 
Alors que le pirate restant, Valentin Ivanov, s'enferme dans les toilettes et menace de tuer l'hôtesse de l'air, deux autres commandos entrent dans l'avion, enfoncent la porte des toilettes puis le tuent, laissant ce dernier comme la seule victime de l'incident sur les quarante-quatre personnes présentes à bord. L'hôtesse de l'air, blessée au cou et saignant abondamment, a été rapidement transportée dans un hôpital voisin et s'est complètement rétablie par la suite.

## Documentaire télévisé
- L'évènement est raconté dans l'épisode « Bluff mortel », 8e épisode de la 23e saison de l'émission Air Crash.